# Maddalena Buonsignori
Maddalena Buonsignori va ser una professora de dret de la Universitat de Bolonya del segle xiv.
Buonsignori va ensenyar jurisprudència el 1380. En aquesta època, altres dones van tenir oportunitats similars a la Universitat de Bolonya, però aquestes oportunitat eren per a l'escola. Va escriure un tractat en llatí, De Legibus Connubialibus, on va explorar la situació jurídica de les dones en el seu temps des de diversos punts de vista.